# Acalodegma vidali
Acalodegma vidali là một loài bọ cánh cứng trong họ Cerambycidae.